# Oecanthus dulcisonans
Oecanthus dulcisonans är en insektsart som beskrevs av Andrej Vasiljevitj Gorochov 1993. Oecanthus dulcisonans ingår i släktet Oecanthus och familjen syrsor. Inga underarter finns listade i Catalogue of Life.